# Heorhiy Kirpa
Heorhiy Mykolayovytch Kirpa (en ukrainien : Георгій Миколайович Кірпа), né le 20 juillet 1946 à Klubivka (Oblast de Khmelnytskyï) et mort le 27 décembre 2004 près de Kiev, est un administrateur et un homme politique ukrainien.

## Biographie
À la tête d'Ukrzaliznytsia, l'entreprise publique des chemins de fer ukrainiens, il est nommé vice-ministre des Transports en avril 2000 dans le gouvernement de Viktor Iouchtchenko, puis ministre des Transports en 2002 dans le premier gouvernement de Viktor Ianoukovytch. Il est décrit comme un homme très influent et un proche du président Leonid Koutchma.

## Mort
Le lendemain du «troisième tour» de l'élection présidentielle de 2004, qui voit la victoire de Viktor Iouchtchenko contre Viktor Ianoukovytch, Kirpa est retrouvé mort dans sa résidence secondaire de Bortnychi, au sud de Kiev. Son corps porte des blessures d'arme à feu et une arme est découverte à ses côtés. Le parquet ordonne une enquête pour «suicide forcé». 
Ce décès suspect fait suite à celui du banquier Iouri Liakh, retrouvé mort, la gorge tranchée avec un coupe-papier, le 3 décembre 2004. Selon Libération, ces deux hommes importants du régime sortant auraient été éliminés pour les faire taire, alors qu'ils semblaient sur le point de se rallier au vainqueur de l'élection.

## Hommages
Son nom a été donné à la gare de Bortnytchi.

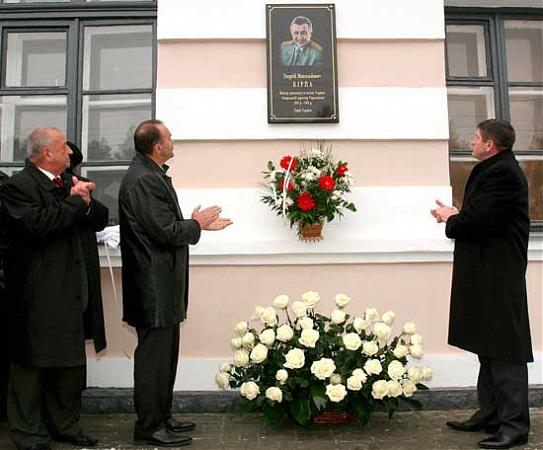
Plaque sur la gare à son nom.